# Come on Over Baby (All I Want Is You)
Come on Over Baby (All I Want Is You) este al patrulea și ultimul single de pe albumul de debut a cântăreței și compozitoarei de origine americană Christina Aguilera de pe albumul care-i oartă numele. Christina a scris textul melodiilor alături de Johan Aberg, Paul Rein, Ron Fair, C. Blackmon, R. Cham, E. Dawkins, Shelly Peiken și Guy Roche. Aceasta a fost produs de stdiorile Fair și Celebrity Status. 
Melodia reprezintă reprospectiva a Christinei Aguilera iubiților și declară Come on over baby...'cause all i want îs you. A fost lansată la începutul toamnei anului 2000. Această a ocupat locul 1 în SUA și a avut un succes excepțional. Îmbrăcămintea a fost variată iar artista și-a vopsit șuvițe roșii și albastre de păr, mai ales la debutul ei spaniol, cu albumul Mi Reflejo. 
Single-urile: Come on Over Baby (All I Want Is You și Ven conmingo(Solamente Tas) au fost produse de Paul Hunter (1978-2006). 

## Lista melodiilor
UK single
1. "Come On Over Baby (All I Want Is You)" [Video Version] - 3:48
2. "Ven Conmigo (Solamente Tú)" 3:12

US Single
- 1. Come On Baby (All I Want Is You) [Radio Version] - 3:23
- 2. Come On Baby (All I Want Is You) [Alternate Radio Edit] - 3:23
- 3. Come On Baby (All I Want Is You) [Video Version] - 3:40
- 4. Come On Baby (All I Want Is You) [Callout Hook # 1] - 0:12
- 5. Come On Baby (All I Want Is You) [Callout Hook # 2] - 0:12

US Maxi-CD
1. "Come On Over Baby" [Video Version] - 3:41
2. "Come On Over Baby" [Blacksmith Club Mix] - 5:42
3. "Come On Over Baby" [Sunship Vocal Mix] -  4:28
4. "Come On Over (All I Want Is You)" [Album version] - 3:08
5. "Come On Over Baby" (Enhanced video)

Australia single
1. "Come On Over Baby (All I Want Is You)" [Radio version] - 3:23
2. "Ven Conmigo (Solamente Tú)" - 3:12
3. "I Turn To You" [Cutfeather & Joe Remix] - 4:28

UK Vinyl, 12"
1. "Come On Over Baby (All I Want Is You)" [Blacksmith Club Mix] - 5:44
2. "Come On Over Baby (All I Want Is You)" [Blacksmith R&B Rub] - 5:08
3. "Come On Over Baby (All I Want Is You)" [Sunship Vocal Mix] - 4:28
4. "Come On Over Baby (All I Want Is You)" [Sunship Dub] - 4:28

## Remixuri si versiuni oficiale
- Album Version - 3:07
- Radio Edit Version - 3:23
- Video Version - 3:41
- Spanish Version - 3:11
- Sunship Vocal Mix - 4:28
- Blacksmith Club Mix - 5:42
- Blacksmith R&B Rub - 5:08
- Sunship Dub - 4:28
- Come on Over [Callout Hook] - 0:12

Note:
- Cantat Back to Basics Tour, la 2000 MTV Video Music Awards, si Christina Aguilera: In Concert Tour.

## Clasamente
| Chart (2000)                                 | Peak position |
| -------------------------------------------- | ------------- |
| Austrian Single Chart                        | 3             |
| Australian ARIA Singles Chart                | 9             |
| Belgium Top 50 Singles                       | 2             |
| Canadian Singles Chart                       | 1             |
| Dutch Top 40                                 | 6             |
| France Top 100 Singles                       | 3             |
| Belgium Flanders Singles                     | 21            |
| Irish Top 50 Singles                         | 1             |
| Italian Singles Chart                        | 31            |
| New Zealand RIANZ Singles Chart              | 2             |
| Spain1                                       | 1             |
| Sweden Top 60 Singles                        | 23            |
| Switzerland Top 100 Singles                  | 2             |
| UK Singles Chart                             | 8             |
| U.S. Billboard Hot 100                       | 1             |
| U.S. Billboard Hot R&B/Hip-Hop Songs         | 39            |
| U.S. Billboard Hot Latin Tracks1             | 1             |
| U.S. Billboard Latin Pop Airplay1            | 2             |
| U.S. Billboard Latin Tropical/Salsa Airplay1 | 1             |

- 1 "Ven Conmigo (Solamente Tú)"
- ² "Ven Conmigo (Solamente Tú)"/"Come On Over Baby (All I Want Is You)".

### Certificatii
| Country   | Certification            | Sales/shipments |
| --------- | ------------------------ | --------------- |
| Australia | Platinum                 | 70,000          |
| U.S.      | Gold (Physical CD Sales) | 500,000         |